# Eleutherodactylus goini
Espèce
Synonymes
- Eleutherodactylus ricordi goini Schwartz, 1960
- Eleutherodactylus planirostris goini Schwartz, 1960

Statut de conservation UICN

 VU B1ab(iii) : Vulnérable
Eleutherodactylus goini est une espèce d'amphibiens de la famille des Eleutherodactylidae.

## Répartition
Cette espèce est endémique de la province de Pinar del Río à Cuba. Elle se rencontre de 70 à 730 m d'altitude dans la cordillère de Guaniguanico.

## Étymologie
Cette espèce est nommée en l'honneur de Coleman Jett Goin.

## Publication originale
- Schwartz, 1960 : Nine new Cuban frogs of the genus Eleutherodactylus. Science Publishers Reading Public Museum Art Gallery, vol. 11, p. 1-50.